# Anomonyx uruguayensis
Anomonyx uruguayensis is een keversoort uit de familie bladsprietkevers (Scarabaeidae). De wetenschappelijke naam van de soort is voor het eerst geldig gepubliceerd in 1921 door Moser als Anomalonyx uruguayensis.